# Indiopsocus infumatus
Indiopsocus infumatus är en insektsart som först beskrevs av Banks 1907.  Indiopsocus infumatus ingår i släktet Indiopsocus och familjen storstövsländor. Inga underarter finns listade i Catalogue of Life.